# Červený Kostelec
Červený Kostelec es una ciudad situada en el distrito de Náchod, en la región de Hradec Králové, República Checa. Tiene una población estimada, a principios del año 2021, de 8332 habitantes.
Está ubicada al norte de la región, cerca de la frontera con Polonia y de los montes Mesa (Sudetes centrales)